# San Luis Obispo
Pour les articles homonymes, voir San Luis, SLO et Obispo.
San Luis Obispo (espagnol pour St. Louis, l'Évêque) est une ville de l'État de Californie, aux États-Unis. La municipalité, aussi appelée SLO, est le siège du comté de San Luis Obispo et est près de l'université d'État polytechnique de Californie. D'après le recensement de 2010, sa population est de 45 119 habitants. Établie au cœur de la vallée des Santa Lucia Mountains, San Luis Obispo doit sa création et son développement à la San Luis Obispo Mission de Tolosa, (Mission Saint Louis, évêque de Toulouse), dont la fondation par le père Junípero Serra remonte à 1772.

## Histoire

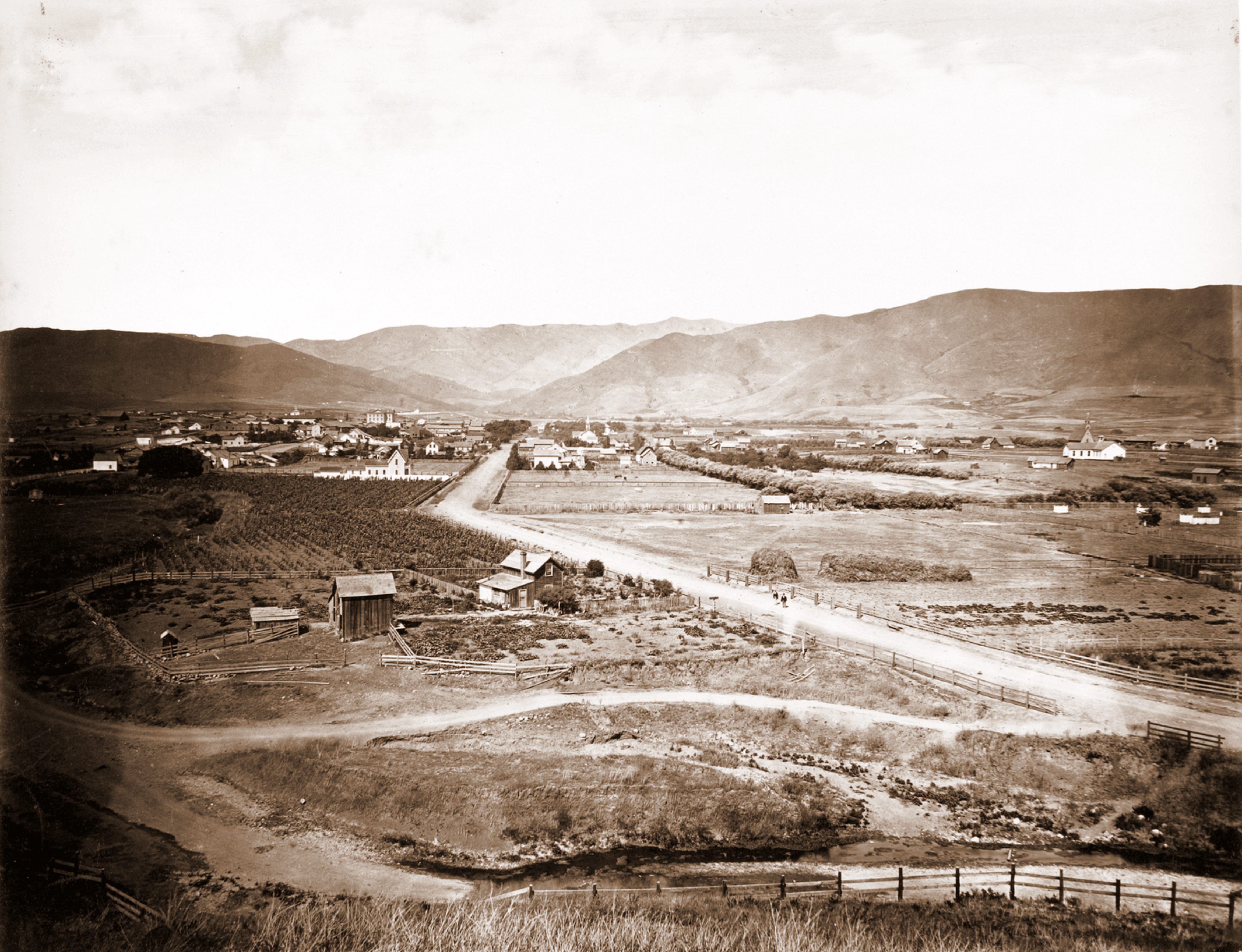
La ville en 1876.

Les premiers habitants de cette région étaient les Chumash, qui y sont venus entre 5 000 et 10 000 ans av. J.-C. L'un des premiers villages est au sud de San Luis Obispo, et reflet le paysage du Holocène, quand le niveau des mers était plus haut qu'actuellement.
San Luis Obispo avait autrefois un quartier chinois près des rues Palm et Chorro. Des travailleurs ont été amenés de la Chine par Ah Louis pour construire le chemin de fer Pacific Coast, des routes entre San Luis Obispo et Paso Robles, et entre Paso Robles et Cambria, et pour construire le tunnel pour le chemin de fer Southern Pacific. Le quartier chinois de San Luis Obispo était situé autour du magasin Ah Louis et des autres magasins chinois.
Avec la venue de la culture de l'automobile aux États-Unis, San Luis Obispo est devenue un arrêt assez populaire sur les autoroutes US 101 et CA 1. Grâce à cette popularité, le premier motel y a ouvert ses portes en 1925 : le Milestone Mo-Tel.

## Géographie
D'après le Bureau du recensement des États-Unis, la ville a une superficie totale de 28 km2, dont 27 km2 est terrestre et 0,46 km2(1.66%) est couverte d'eau.
San Luis Obispo est sur la Côte Ouest des États-Unis et dans la Côte centrale de Californie. L'océan Pacifique n'est qu'à 20 km à l'ouest de San Luis Obispo. La Santa Lucia Range est à l'est de San Luis Obispo.
San Luis Obispo est un endroit sismiquement actif; il y a de nombreuses failles autour de la ville, dont la fameuse Faille de San Andreas. Les Nine Sisters sont une chaîne de neuf collines situées près de San Luis Obispo. Elles sont géologiquement remarquables pour être des necks. Six des neuf sommets sont ouverts au public pour la recréation.

## Démographie
| Groupe                           | San Luis Obispo | Californie | États-Unis |
| -------------------------------- | --------------- | ---------- | ---------- |
| Blancs                           | 84,5            | 57,6       | 72,4       |
| Asiatiques                       | 5,2             | 13,1       | 4,8        |
| Autres                           | 4,4             | 17,0       | 6,2        |
| Métis                            | 4,0             | 4,9        | 2,9        |
| Afro-Américains                  | 1,2             | 6,2        | 12,6       |
| Amérindiens                      | 0,6             | 1,0        | 0,9        |
| Océaniens                        | 0,1             | 0,4        | 0,2        |
| Total                            | 100             | 100        | 100        |
|                                  |                 |            |            |
| Hispaniques et Latino-Américains | 14,7            | 37,6       | 16,7       |

| 1880  | 1890  | 1900  | 1910  | 1920  | 1930  |
| ----- | ----- | ----- | ----- | ----- | ----- |
| 2 243 | 2 995 | 3 021 | 5 157 | 5 895 | 8 276 |

| 1940  | 1950   | 1960   | 1970   | 1980   | 1990   |
| ----- | ------ | ------ | ------ | ------ | ------ |
| 8 881 | 14 180 | 20 437 | 28 036 | 34 252 | 41 958 |

| 2000   | 2010   | - | - | - | - |
| ------ | ------ | - | - | - | - |
| 44 174 | 45 119 | - | - | - | - |

## Climat
San Luis Obispo a un climat méditerranéen frais. En moyenne, il y a 50 jours de pluie par année - la plupart en hiver. Les étés sont, en général, ensoleillés et chauds; il y a souvent le matin du brouillard de la côte pacifique. Les hivers sont doux, mais on peut s'attendre à 4 nuits par année de températures négatives.[réf. nécessaire] Les températures varient beaucoup pendant toute l'année- il n'est pas rare de dépasser les 20 degrés en janvier et février.
| Mois                                | jan. | fév. | mars | avril | mai  | juin | jui. | août | sep. | oct. | nov. | déc. | année |
| ----------------------------------- | ---- | ---- | ---- | ----- | ---- | ---- | ---- | ---- | ---- | ---- | ---- | ---- | ----- |
| Température minimale moyenne (°C)   | 5,5  | 6,4  | 6,9  | 7,4   | 8,6  | 10,3 | 11,5 | 11,8 | 11,6 | 9,9  | 7,5  | 5,3  | 8,6   |
| Température maximale moyenne (°C)   | 18,1 | 18,8 | 19,3 | 21,6  | 22,9 | 25,3 | 26,8 | 27,6 | 27,7 | 25,9 | 22,2 | 19,1 | 22,9  |
| Précipitations (mm)                 | 134  | 137  | 114  | 33,3  | 11,9 | 2,3  | 0,8  | 2    | 11,2 | 25,1 | 55,1 | 91,7 | 619   |
| Nombre de jours avec précipitations | 9    | 8,5  | 9,1  | 4,5   | 2,3  | 0,6  | 0,5  | 0,4  | 1,4  | 2,8  | 5,2  | 5,9  |       |

## Administration

### Maires
| Période                                  | Période          | Identité     | Étiquette | Qualité |
| ---------------------------------------- | ---------------- | ------------ | --------- | ------- |
| Les données manquantes sont à compléter. |                  |              |           |         |
| ?                                        | 23 novembre 2016 | Jan Marx     |           |         |
| 23 novembre 2016                         | En cours         | Heidi Harmon |           |         |

## Personnalités originaires de la ville
- Zac Efron (1987-), acteur
- George Fisher, ancien joueur de Jœuf Basket (1971-1979) et entraîneur du club de basket de l'Elan Béarnais d'Orthez (1979-1987)